# Ceratophyllaceae
Las ceratofiláceas (Ceratophyllaceae) son una familia de mesangiospermas pertenecientes al orden Ceratophyllales, y constan de un solo género, Ceratophyllum L., 1753, con cinco especies. Estas plantas acuáticas reciben los nombres vulgares de milhojas de agua, bejuquillo, pinos de agua o cola de zorro.

## Descripción
- Hierbas acuáticas perennes, glabras, raíces ausentes, libremente flotantes; la planta se pudre por su base mientras crece por el otro extremo.
- Hojas sumergidas, opuestas en el nodo basal, 3-10-verticiladas en los nodos superiores, sin estípulas, pecíolos inconspicuos, lámina linear, simple o dividida dicotómicamente en segmentos lineares, filiformes, éstos con 2 filas submarginales de dentículos espinosos, ápice de cada segmento con un apéndice multicelular mucilaginoso. Las hojas se pueden subdividir de una a 5 veces. Aerénquima bien desarrollado. Estomas ausentes.
- Tallos flexuosos o quebradizos, flotantes o anclados al fondo con ramas rizoidales delgadas; ramificación irregular, alterna con las hojas. Cilindro vascular de tipo protostélico, elementos del floema y del xilema reducidos, aparentemente sin vasos.
- Planta monoica.
- Inflorescencias masculinas y femeninas unifloras por reducción a partir de una inflorescencia determinada (a veces con vestigios de ramificación), extraaxilares y alternando con las hojas, una o más por nodo de las partes distales de las ramas, sésiles o con pedúnculos que se alargan en fruto, con un involucro de 9-10 brácteas foliáceas soldadas basalmente. Usualmente las flores masculinas y femeninas en distintos nodos, frecuentemente las femeninas más cerca del extremo de la rama.
- Flores actinomorfas, sin cáliz ni corola, de pedicelos muy cortos, las masculinas con (3)5-20(-46) estambres, en espiral, de maduración centrípeta, filamentos cortos, anteras con dos tecas extrorsas, unisporangiadas, de dehiscencia longitudinal o irregular, conectivo con apéndice apical medio y uno o más dentículos a cada lado; flores femeninas con gineceo unicarpelar, ovario súpero, unilocular; estilo terminal, cilíndrico, persistente, alargado y espinoso o corto y en anzuelo, ápice agudo, rara vez bífido, con un surco estilar en cuya base se encuentra el estigma, en forma de foseta, sin secreción pegajosa. Óvulo solitario, péndulo, ortótropo, unitégmico, crasinucelado, de placentación apical-ventral.
- Fruto en aquenio, alado o áptero, elíptico, liso, papiloso o tuberculado, de bordes enteros o con espinas o tubérculos, con una semilla. Usualmente con la espina estilar y dos espinas basales.
- Semilla elíptica; endospermo mucilaginoso o ausente; embrión clorofílico, recto, grande, con 2 cotiledones carnosos, de plúmula muy desarrollada, sin radícula.
- Polen globoso, inaperturado, rico en gránulos de almidón que facilitan su hundimiento. Exina muy reducida, no esculturada, cubierta por una fina red fibrilar; intina maciza.
- Número cromosómico: x = 12; n = 12; 2n = 24, 72, con conteos anómalos de 28, 38, 40, 48 en formas de reproducción vegetativa de C. demersum.

## Ecología
Viven sumergidas o flotando en lagos, lagunas o ríos de corriente muy lenta, en zonas templadas y tropicales. Ecológicamente tienen importancia por ser lugar de puesta y refugio de numerosas especies de peces, pero se las considera una molestia al interferir el flujo de agua en canales de riego, la pesca, la natación, la navegación y otros recreos acuáticos, además de servir de hábitat idóneo a las poblaciones de larvas de mosquitos (con riesgo palúdico) y cobijar los caracoles acuáticos transmisores de la esquistosomiasis. En grandes cantidades han bloqueado el funcionamiento de centrales hidroeléctricas. Las especies simpátricas no suelen mezclarse, al presentar diferentes requerimientos de hábitat. No soportan los periodos de emergencia.
Los estambres se rompen por formación de burbujas de aire en el aerénquima, llegando a veces a desprenderse y subir a la superficie; polinización hidrógama por debajo de la superficie del agua. Las especies suelen ser tanto intercompatibles como autocompatibles, lo que permite la reproducción sexual en poblaciones clonales. Dispersión de los frutos principalmente zoócora, tanto interna como externamente, sobre todo por aves acuáticas, que los pueden transportar a grandes distancias.

## Usos
Las hojas y los frutos son un alimento importante de las aves acuáticas migratorias. Las hojas se utilizan en medicina popular para el tratamiento de los trastornos biliares, la ictericia, las picaduras de escorpiones y las irritaciones menores, los linimentos de C. demersum se usan para la elefantiasis, la fiebre, las quemaduras solares y las dermatitis. Las plantas tienen interés en acuariofilia.

## Fitoquímica
Fenoles y en especial flavonoides (incluyendo o-glicosilflavonas, glicoflavonas, flavonoles, proantocianidinas -cianidina y delfinidina- y antocianinas) presentes.
Plantas no cianogenéticas.

## Posición filogenética
En principio esta familia fue considerada como muy relacionada con el orden Nymphaeales. Sin embargo, estudios recientes han demostrado que su situación no es cercana a ellas, si bien no son tajantes en cuanto a su colocación como grupo de aparición previa a la división entre monocotiledóneas y el resto de las angiospermas, o bien posterior a esa división. En lo que sí parecen concordar las diferentes posturas existentes es en considerarlas filogenéticamente aisladas y merecedoras de un orden propio, Ceratophyllales, donde las coloca el APW (Angiosperm Phylogeny Website) y como un clado hermano de las eudicotiledóneas.

## Distribución
La familia es cosmopolita. Se conocen fósiles desde el Aptiense inferior (hace 115 millones de años), estando el género Ceratophyllum reconocido desde el Terciario (hace 45 millones), mientras que el género fósil Ceratostratiotes se ha documentado en depósitos del Mioceno europeo.

## Taxonomía
El género fue descrito por Carlos Linneo y publicado en Species Plantarum 2: 992. 1753. La especie tipo es: Ceratophyllum demersum L.	 

## Especies aceptadas
A continuación se brinda un listado de las especies del género Ceratophyllaceae aceptadas hasta julio de 2011, ordenadas alfabéticamente. Para cada una se indica el nombre binomial seguido del autor, abreviado según las convenciones y usos.
- Ceratophyllum demersum L.
- Ceratophyllum echinatum
- Ceratophyllum muricatum Cham.
- Ceratophyllum platyacanthum Cham.
- Ceratophyllum submersum L.

## Taxones incluidos
Introducción teórica en Taxonomía

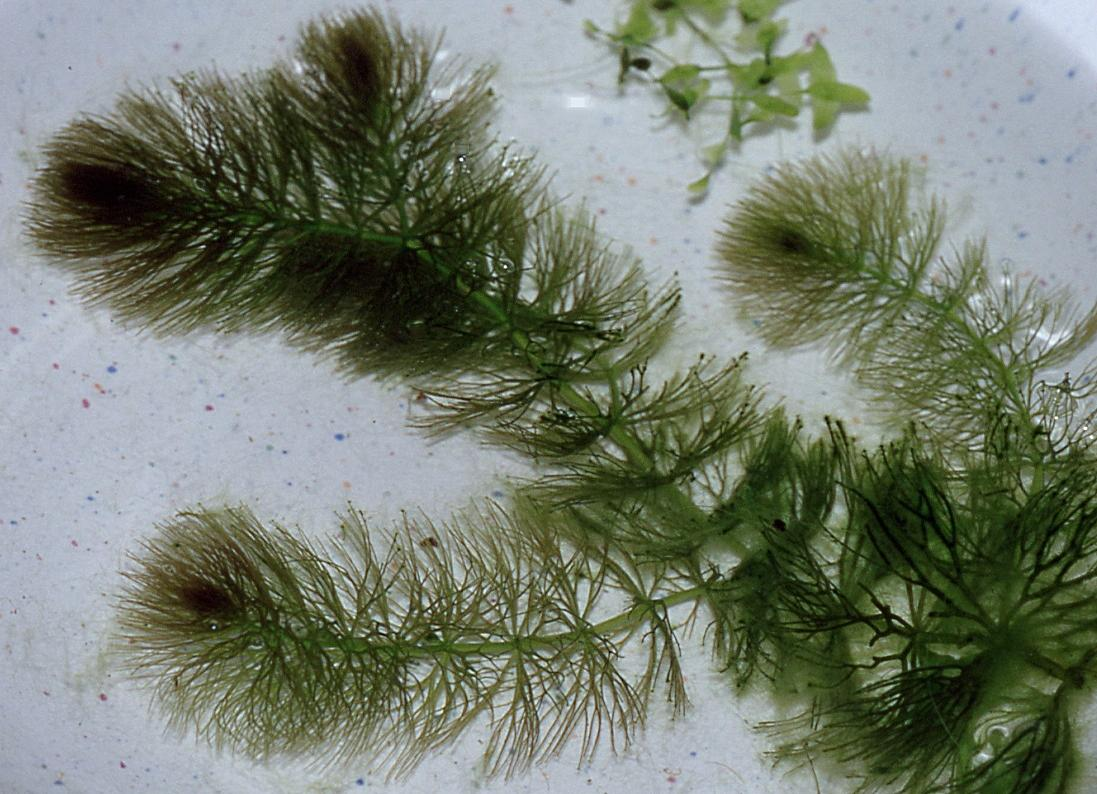
Aspecto de Ceratophyllum submersum.

Género Ceratophyllum L., 1753 (= Hydroceratophyllon Ség., 1754; Dichotophyllum Moench, 1794; Revatophyllum Röhl., 1812, err.). La especie tipo es C. demersum L., 1753.
- Especie Ceratophyllum demersum L., 1753 (= C. asperum Lam., 1779; C. cornutum Rich., 1810; C. verticillatum Roxb., 1814; C. tricorne Dumort., 1827; C. tricuspidatum Dumort., 1827; C. unicorne Dumort., 1827; C. apiculatum Cham., 1829; C. indicum Willd. ex Cham., 1829; C. oxyacanthum Cham., 1829; C. tuberculatum Cham., 1829; C. echinatum A. Gray, 1847; C. demersum var. commune A. Gray, 1856; C. chilense Leyb., 1859; C. aquaticum H.C.Watson, 1873; C. gibbum Laforet ex Nyman, 1878; C. cristatum Spruce ex K.Schum., 1894; C. demersum var. oxyacanthum K. Schum., 1894; C. demersum var. inerme J.E. Gay ex Radcl.-Sm., 1983)

Prácticamente cosmopolita. 2n = 24, 28, 38.
- Especie Ceratophyllum muricatum Cham., 1829

- Subespecie muricatum (= C. cristatum Guill. & Perr., 1833; C. triacanthum Schur, 1866; C. polyacanthum Schur, 1866)

Angola, Chad, Egipto, Etiopía, Ghana, Mozambique, Senegal, Sudáfrica, Sudán, Uganda
- Subespecie australe (Griseb., 1879) Les, 1988 (= C. floridanum Fassett, 1953; C. llerenae Fassett, 1953)

Argentina, Belice, Bolivia, Brasil, Colombia, Costa Rica, Cuba, Ecuador, El Salvador, Estados Unidos, Guatemala, Guyana, México, Nicaragua, Perú, República Dominicana, Surinam, Trinidad, Venezuela, Is. Galápagos
- Subespecie kossinskyi (Kuzen. in Kom., 1937) Les, 1988 (= C. submersum var. manschuricum Miki, 1935; C. inflatum C.C. Jao ex K.C. Kuanin, 1979; C. submersum var. squamosum Wilmot-Dear, 1985)

China, Rusia, Kazakhstán, Taiwán
- Especie Ceratophyllum platyacanthum Cham., 1829

- Subespecie platyacanthum (= C. pentacanthum Haynald, 1881; C. komarovii Kuzen. in Kom., 1937)

Alemania, Hungría, Rusia, Siberia oriental
- Subespecie oryzetorum (Kom., 1932) Les, 1988 (= C. demersum var. quadrispinum Makino, 1917; C. pentacanthum Hayata, 1919; C. demersum var. pentacorne Kitag., 1936)

Siberia oriental, Taiwán, China, Corea, Japón
- Especie Ceratophyllum submersum L., 1753 (= C. laeve Lam., 1779; C. verruculosum Rich., 1810; C. verrucosum Gray, 1821; C. inerme Dumort., 1827; C. muticum Cham., 1829; C. haynaldianum Borbás, 1844; C. granulosum Schur, 1866)

Prácticamente cosmopolita
- Especie Ceratophyllum tanaiticum Sapegin, 1902

Rusia